# Diego Alberto Ferrero
Diego Alberto Ferrero (Rosario, Santa Fe, 5 de mayo de 1983) es un exjugador de baloncesto argentino. Se desempeñaba en la posición de pívot y ala-pívot. Desarrolló su carrera profesional en equipos de Argentina, España e Italia.

## Trayectoria
Ferrero debutó como jugador profesional de baloncesto en el club Peñarol de la Liga Nacional de Básquet de Argentina en el año 2001. Culminada su temporada como novato, partió a España donde fue contratado por el Joventut de Badalona. Tras un año de jugar con el club filial en la Liga EBA, Ferrero dio el salto a la LEB luego de haber sido contratado por el Plasencia Galco. En su nuevo equipo actuó como suplente, promediando 10.4 minutos de juego por partido. 
Su última campaña en el baloncesto profesional español la realizaría como parte de la plantilla del UB La Palma, también en la LEB. Allí volvió a desempeñarse como suplente.
Retornó a la LNB de su país en 2005, siendo fichado por Argentino de Junín. Sin embargo fue apartado del equipo antes de la finalización de la temporada debido a una falta disciplinaria.
Luego de un paso por Sionista, se incorporó a Belgrano de San Nicolás, club en el que permanecería dos años, uno en la máxima categoría del baloncesto argentino y el otro en la segunda. 
El segundo semestre de 2009 transcurrió para Ferrero como agente libre, rechazando las ofertas enviadas por clubes de su país. A comienzos de enero de 2010, sin embargo, el jugador anunció su incorporación al Latina Basket de la Legadue de Italia, firmando contrato hasta el final de la temporada. Regresó a la Argentina concluido el campeonato italiano, pero, al igual que el año anterior, se mantuvo como agente libre por varios meses. En febrero de 2011 se produjo su retorno a la Legadue italiana, esta vez como refuerzo del San Severo, equipo que luchaba por no descender. Empero, tras sólo 7 partidos, fue desafectado del plantel. 
En septiembre de 2012 fue fichado nuevamente por Belgrano de San Nicolás, equipo que militaba en el Campeonato Provincial de Clubes de Buenos Aires, el equivalente a la cuarta categoría del baloncesto argentino. Con ese equipo jugaría hasta 2015, participando luego del Torneo Federal de Básquetbol. 
Ferrero vivió sus últimos años en el baloncesto competitivo en los clubes Regatas de San Nicolás y Libertad de Villa Trinidad.

## Vida privada
Diego Ferrero es hijo del ya fallecido Ricardo Ferrero, un futbolista profesional que jugó en la selección de fútbol de Argentina. 